# EBS KIDS
EBS KIDS(한국어: EBS 키즈)는 과학기술정보통신부에서 유료방송 허가된 한국교육방송공사의 어린이 텔레비전 채널이다.

## 개요
EBS는 2004년 12월에 지상파 DMB 사업을 추진하기로 하고 이를 위해 2009년까지 5년 동안 650억 원을 투자하기로 했다. 그로부터 2주 뒤에 방송 3사 및 통신 3사와 함께 양해각서를 체결하고, 2005년 1월에는 코원시스템과도 제휴 협정을 체결했다. 이어 관악산에서 지상파 DMB 시험 방송을 마쳤다.
EBS는 2005년 2월에 지상파 DMB 사업자 허가를 신청했으나 한 달 뒤에 탈락했다. 이후 EBS는 위성 DMB 채널로 계획을 수정하여 2012년 7월 2일에 TU미디어를 통해 EBS U를 개국했다.
오전 4시부터 오후 4시까지 영어 교육과 어린이 대상 프로그램을 방송했으나, 2011년 1월 1일에 EBS 플러스 1 재송신 채널로 전환하여 2012년 8월 31일까지 운영했다. 이후 2012년 중에 어린이 대상 IPTV 채널로 재개국하기로 계획했으며, 그 해 7월 2일에 재개국했다.
2018년 1월 1일, 채널명을 EBS U에서 EBS 키즈로 변경했다.

## 특징
광고방송(상업광고방송)을 실시를 했고, EBS 1TV의 채널 및 KBS 2TV와 MBC TV, SBS TV랑 같이 광고방송(상업광고방송)을 내보내는 것이 특징이다. 광고방송(상업광고방송)을 내보내면서 TV프로그램을 시작 및 끝날 수 있다.

## 방송 시간
- 매일 오전 05:00 ~ 다음 날 오전 05:00 (24시간)